# Festival Pianistico Internazionale di Brescia e Bergamo
Das Festival Pianistico Internazionale di Brescia e Bergamo findet jedes Jahr in Brescia und Bergamo statt und gilt als eine der wichtigsten Veranstaltungen seiner Art weltweit.

## Geschichte
Das Festival wurde 1964 von Agostino Orizio (1922–2014) als Festival Pianistico internazionale Arturo Benedetti Michelangeli zu Ehren des in Brescia geborenen großen italienischen Pianisten Arturo Benedetti Michelangeli gegründet. Mit der Zeit erstreckte es sich auch auf die nahe gelegene Stadt Bergamo. Nach dem Rückzug Michelangelis vom Festival 1969 benannte es sich in Festival Pianistico Internazionale di Brescia e Bergamo um, nahm nach dem Tod Michelangelis 1998 auf Wunsch seiner Witwe Giuliana aber wieder den ursprünglichen Namen an. 2010 wurde der Name Michelangelis erneut entfernt, diesmal auf Verlangen der Witwe, die mit der Vergabe des Premio Arturo Benedetti Michelangeli an den chinesischen Pianisten Lang Lang nicht einverstanden war.
Zweck der Veranstaltung ist es, die Musikkultur in die breite Öffentlichkeit zu tragen und sie mit der Klavierliteratur von Ende des 18. Jahrhunderts bis zum 20. Jahrhundert vertraut zu machen. Von Anfang an nahmen die bedeutendsten Pianisten der Welt teil, womit sich das Festival als eine der wichtigsten Veranstaltungen im Klavierbereich etabliert hat. Ein weiteres Anliegen des Festivals ist es, Kompositionen zeitgenössischer Musik als Uraufführungen vorzustellen. Darunter waren bisher Werke von Olivier Messiaen und Karlheinz Stockhausen.
Die Veranstaltungen sind oft monografisch, dem Werk eines oder zweier Komponisten gewidmet. In den vergangenen vierzig Jahren waren dies u. a. Ludwig van Beethoven, Johannes Brahms, Frédéric Chopin, Claude Debussy, Wolfgang Amadeus Mozart, Sergei Rachmaninow, Maurice Ravel, Franz Schubert und Robert Schumann. Die Konzerte fanden seit Beginn im Teatro Grande in Brescia und danach auch im Teatro Donizetti in Bergamo mit dem Orchestra Gasparo da Salò statt. Seit 2014 spielt die im Jahr zuvor gegründete La Filarmonica del Festival als festes Orchester des Festivals.
Unter den bekanntesten Pianisten waren bisher Géza Anda, Martha Argerich, Claudio Arrau, Wladimir Aschkenasi, Alfred Brendel, Rudolf Buchbinder, Aldo Ciccolini, Wilhelm Kempff, Jewgeni Kissin, Alicia de Larrocha, Lang Lang, Radu Lupu, Nikita Magaloff, Myung-Whun Chung, Ivo Pogorelich, Maurizio Pollini, Alexander Malofejew, Maria Tipo, Daniil Trifonov, Mitsuko Uchida, Swjatoslaw Richter, András Schiff, Dmitri Schischkin, Grigori Sokolow, Yuja Wang, Alexis Weissenberg, Krystian Zimerman und viele andere.
Auch Sängerinnen und Sänger wie Leyla Gencer und Luciano Pavarotti sowie Instrumentalisten wie Salvatore Accardo, Severino Gazzelloni, Mischa Maisky und Mstislaw Rostropowitsch waren unter den Teilnehmern des Festivals, ebenso nahmen zahlreiche Gastorchester unter der Leitung renommierter Dirigenten wie Claudio Abbado, Pierre Boulez, Carlo Maria Giulini, Georges Prêtre, Lorin Maazel, Riccardo Muti, Michail Pletnjow, Wolfgang Sawallisch, Georg Solti, Juri Temirkanow und anderen teil.
Künstlerischer Leiter des Festivals ist Pier Carlo Orizio (* 1963), der 2008 die Nachfolge seines Vaters Agostino Orizio, des Gründers und späteren Ehrenpräsidenten des Festivals, antrat.

## Premio Arturo Benedetti Michelangeli

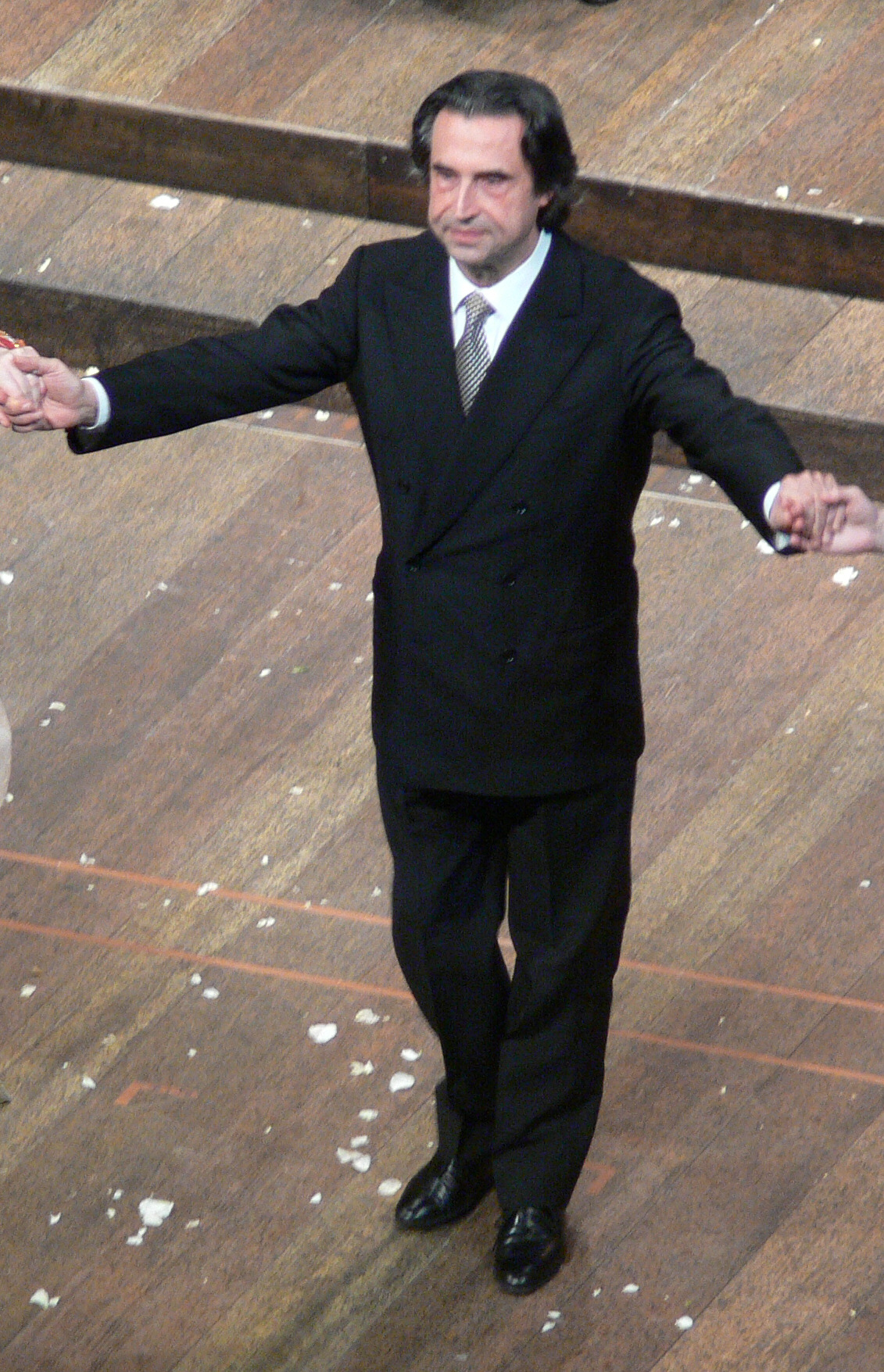
Riccardo Muti, Gewinner des Premio Arturo Benedetti Michelangeli 2005

Seit 2000 verleiht das Festival jedes Jahr einem Künstler den Premio Arturo Benedetti Michelangeli.
| Ausgabe | Land                | Künstler                |
| ------- | ------------------- | ----------------------- |
| 2000    | Italien             | Maurizio Pollini        |
| 2001    | Argentinien         | Martha Argerich         |
| 2002    | Island              | Wladimir Aschkenasi     |
| 2003    | Russland            | Mstislaw Rostropowitsch |
| 2004    | Vereinigte Staaten  | Lorin Maazel            |
| 2005    | Italien             | Riccardo Muti           |
| 2006    | Rumänien            | Radu Lupu               |
| 2007    | Russland            | Jewgeni Kissin          |
| 2008    | Russland            | Grigory Sokolov         |
| 2009    | Volksrepublik China | Lang Lang               |
| 2011    | Italien             | Uto Ughi                |
| 2012    | Lettland            | Mischa Maisky           |
| 2014    | Russland            | Juri Temirkanow         |
| 2016    | Japan               | Mitsuko Uchida          |